# Apologetică creștină
Apologetica creștină (din grecescul ἀπολογία, „a vorbi în apărare”) este un domeniu al teologiei creștine care își propune să furnizeze o bază rațională pentru credința creștină, să apere credința împotriva obiecțiilor și să expună erorile altor viziuni asupra lumii.

## Baza biblică
RC Sproul, citând Prima Epistolă a lui Petru, scrie că „Apărarea credinței nu este un lux sau o deșertăciune intelectuală. Este o sarcină stabilită de Dumnezeu ca tu să poți da un motiv pentru speranța care este în tine, în timp ce depui mărturie înaintea lumii.”  Versetul citat aici scrie integral: „Ci sfințiți-L în inimile voastre pe Cristos ca Domn! Fiți întotdeauna gata să răspundeți oricui vă întreabă despre motivul nădejdii care este în voi, dar cu blândețe și cu respect...” 
Un alt pasaj folosit uneori ca bază biblică pentru apologetica creștină este rugăciunea lui Dumnezeu din Cartea lui Isaia : „Veniți acum, să raționăm împreună”.   Alte pasaje scripturale care au fost luate ca bază pentru apologetica creștină includ Psalmul 19, care începe „Cerurile vestesc slava lui Dumnezeu; cerurile vestesc lucrarea mâinilor Lui”  și Romani 1, care scrie „Căci de la crearea lumii, calitățile invizibile ale lui Dumnezeu – puterea veșnică și natura lui divină – au fost văzute limpede, fiind înțelese din ceea ce s-a făcut, astfel încât oamenii sunt fără scuză”.  

## Vezi și
- Apologetică